# 디벙커
디벙커(Debunker)는 틀렸거나 비과학적이거나 기괴하거나 비정상적(abnormal)이라 생각되는 주장들을 반증하고 추적하고자 하는 과학적 회의주의자 또는 단체이다. 어떤 이들에 따르며, 디벙킹(debunking)의 궁극적인 목적는 어떤 사건, 이론, 현상이 허튼소리(nonsense)임을 보여주어 타당성이 없음을 증명하는 것이다. 그러나 좁은 의미로는 사기나 조작을 밝혀내는 사람을 말한다. 해리 후디니는 당시 유행했던 심령주의자의 사기를 밝혀냈으며, 제임스 랜디 역시 심령치료, 초능력자들의 속임수를 밝혀냈다. 

## 유명한 디벙커들
- 해리 후디니: 유명한 마술사, escapologist, 스턴트 명인인 후디니는 디벙킹에 대해 글을 쓰기도 했다.
- 제임스 랜디: 의사 과학에 적대적인 회의주의자이다. 제임스 랜디 교육재단을 설립했다.
- 칼 세이건: 천문학자